# Robotter
Robotter (engelsk: Robots) er en amerikansk computeranimationsfilm fra 2005. Den blev produceret af Blue Sky Studios for 20th Century Fox og blev udgivet den 11. marts 2005 i USA – i Danmark fik den biografpremiere den 18. marts 2005. Historien blev skabt af Chris Wedge og William Joyce, som begge er børnebogsforfattere. De prøvede oprindeligt at skabe en filmversion af William Joyces bog Santa Calls, men det endte i stedet med, at de lavede en film om robotter. William Joyce blev dermed producer og produktionsdesigner for filmen.
Robotter udkom i Danmark på DVD og VHS den 13. september 2005.

## Handling
Filmen starter med en scene, hvor man betragter en verden af menneskelignende robotter. Pludselig ser man Herb Copperbottom, som er opvasker i en restaurant, komme styrtende ned ad gaderne i robotbyen, mens han råber, at han skal være far. Han og hans kone, Lydia Copperbottom, formår efter 12 timers arbejde at konstruere deres barn. Den lille robotdreng får tildelt navnet Rodney Copperbottom, og han uddanner sig til opfinder med det håb om at kan gøre verden til et bedre sted for alle robotter.
Rodneys store idol er Bigweld, som er en berømt opfinder og grundlægger af Bigweld Fabrikkerne. I løbet af Rodneys barndom opfinder han en mini-robot, Wonderbot, som skal hjælpe Rodneys far med at gøre rent på hans arbejdsplads. Men da Herbs chef, Hr Gunk, uventet opdager deres foretagende i køkkenet, bliver Wonderbot så forskrækket, at den smadre nogle af restaurantens tallerkner, hvilket gør at Herb bliver fyret. Efter uheldet på restauranten beslutter Rodney at rejse til Robotby for at vise Bigweld sin opfindelse i håb om, at Rodney kan blive ansat hos ham. På den måde kan han nemlig tjene penge og dermed hjælpe sin familie, som ikke længere har nogen indtægt. Rodney bliver støttet af sin far, Herb, som fortæller Rodney, hvor meget han fortryder, at han ikke uddannede sig til musiker.
Rodney kommer frem til Robotby og møder Fender, som er en faldefærdig robot, der prøver at skrabe penge sammen ved at tage sovenier fotos og sælge kort over berømtheders opholdssteder. Efter en vild rejsetur med byekspressen, når Rodney endelig frem til Bigweld Fabrikkerne.
Her opdager han, at Phineas T. Ratchet har overtaget Bigweld Fabrikkerne og vil indstille produktionen af robotreservedele. Ratchet mener, at firmaet kan tjene flere penge ved at stoppe produktionen af reservedele til ældre robotter og i stedet skal fokusere på at producere dyre opgraderinger. Hvis nogen af de ældre robotter protesterer mod disse handlinger, bliver de sent til ophugning i undergrunden hos Chop Shop, hvor de bliver ødelagt og omsmeltet af Ratchets onde mor, Madame Gasket.
Rodney bliver smidt ud af fabrikkens hovedkontor og finder med hjælp fra Fender et sted at bo, nemlig hos Tante Fanny, sammen med en række andre rustne robotter, som er blevet truet med at blive sendt til ophugning. Da nyheden spreder sig om, at Bigweld Fabrikkerne ikke længere vil producere reservedele til ældre robotter, husker Rodney Bigwelds motto, Man kan skinne, uanset hvad man er lavet af, og derpå begynder han selv at reparere de ældre og faldefærdige robotter. Ratchets mor opdager imidlertid Rodneys igangværende, og Gasket beordrer derfor Ratchet til at stoppe Rodneys arbejde og til at dræbe Bigweld.
Rodney finder ud af, at hans far, Herb, er blevet syg, og han kan ikke skaffe reservedele til ham. Rodney beslutter sig for, at han selv vil tage kontakt til Bigweld, sådan at han kan stoppe Ratchet og påbegynde produktionen af reservedele igen. Wonderbot påminder Rodney om, at det årlige Bigweld Bal finder sted den aften. Rodney og Fender ankommer forklædt til ballet, men til deres store skuffelse fortæller Ratchet, at Bigweld ikke vil være til stede. Rodney forsøger at konfrontere Ratchet, men han bliver stoppet af sikkerhedsvagt-robotterne. Rodney bliver dog reddet af Cappy, som er en smuk robotdirektør fra firmaet, der ikke kan lide Ratchets ordning, og sammen med Fender og sin nye kæreste, Loretta Geargrinder, flygter de fra ballet.
Fender følger Loretta hjem, men han bliver kidnappet og sendt til ophugning hos Chop Shop. Han forsøger at flygte, men under forsøget mister Fender den nederste halvdel af sin krop. Fender formår alligevel at flygte, dog med et nye par dameben placeret på underdelen af sin krop.
I mellemtiden flyver Rodney og Cappy hen til Bigwelds hus. Da Rodney ved et uheld vælter et sæt dominobrikker, dukker Bigweld op. Rodney prøver at overbevise Bigweld om, at han skal vende tilbage til posten som chef for Bigweld Fabrikkerne og igen gøre det muligt at producere reservedele, men Bigweld afslår. Dette får Rodney til at ringe til sine forældre for at fortælle, at han vil opgive sin drøm om at blive en verdensberømt opfinder og rejse tilbage til sin hjemby, men Rodneys far, Herb, overbeviser ham endnu engang om, at han skal følge sin drøm.
Rodney stævner sine robotvenner til sammen at bekæmpe Ratchet. Fender afslører, at Gasket har bygget en flok af super-robotstøvsugere, som skal udrydde alle ældre robotter. Bigweld beslutter alligevel at rotte sig sammen med troppen, efter at han havde indset, hvad Rodney egentlig havde sagt til ham.
Gruppen rykker hen mod Bigweld Fabrikkernes hovedkontor, hvori Bigweld fyrer Ratchet. Ratchet formår at slå Bigweld bevidstløs, men Rodney og Bigweld flygter. Bigweld bliver lige akkurat repareret færdig, inden de når frem til Chop Shop, men de bliver fanget. En voldsom kamp mellem Ratchets ansatte og Rodneys reparerede robotter opstår. Midt i al kaosset bliver Bigweld reddet af Rodney, ophugger-robotterne og super-robotstøvsugerne bliver ødelagt, og Wonderbot dræber Gasket ved at sende hende ind i smelteovnen, mens Ratchet taber sine opgraderinger og bliver ophængt i taget sammen med sin far.
Efterfølgende rejser Bigweld til Rodneys hjemby for at fortæller Rodneys forældre, at deres søn nu bliver hans højrehåndsopfinder og eventuelle efterfølger. Rodney får til gengæld sin fars drøm til at gå i opfyldelse ved at tildele ham en trompet, hvor han spiller af ren improvisation. Dette får de andre robotter til at tilføje lidt mere musikalske melodier for at hjælpe Herb. Fender døber den nye musikgenre til at være et mix mellem Jazz og Funk; kaldet Junk. Publikum begynder til sidst at danse til James Browns musiknummer, Get Up Offa That Thing, som et symbol på robotternes sejr.

## Medvirkende
| Rolle               | Engelsk                   | Dansk                    |
| ------------------- | ------------------------- | ------------------------ |
| Rodney Copperbottom | Ewan McGregor             | Timm Vladimir            |
| Cappy               | Halle Berry               | Trine Dyrholm            |
| Herb Copperbottom   | Stanley Tucci             | Jesper Asholt            |
| Lydia Copperbottom  | Dianne Wiest              | Vibeke Hastrup           |
| Fender              | Robin Williams            | Martin Brygmann          |
| Bigweld             | Mel Brooks                | Kjeld Nørgaard           |
| Piper Pinwheeler    | Amanda Bynes              | Andrea Elisabeth Rudolph |
| Phineas T. Ratchet  | Greg Kinnear              | Jesper Lohmann           |
| Madame Gasket       | Jim Broadbent             | Peter Schrøder           |
| Crank Casey         | Drew Carey                | Lasse Rimmer             |
| Lug                 | Harland Williams          | Lars Hjortshøj           |
| Katrine             | Natasha Lyonne Cat Deeley | Puk Scharbau             |
| Tante Fanny         | Jennifer Coolidge         | Kirsten Lehfeldt         |
| Tim                 | Paul Giamatti             | Peter Rygaard            |
| Jack Hammer         | Alan Rosenberg            | Peter Zhelder            |
| Hr. Gunk            | Dan Hedaya                | Lasse Lunderskov         |
| Hr. Gasket          | Terry Wogan Lowell Ganz   | Lars Thiesgaard          |
| Wonderbot           | Chris Wedge               |                          |